# جزیره ورانگل
جزیره ورانگل (روسی: о́стров Вра́нгеля، استروف ورانگلیا) یک جزیره در اقیانوس منجمد شمالی است که میان دریای چوکچی و دریای شرقی سیبری قرار دارد. از نصف‌النهار ۱۸۰ درجه نیز عبور می‌کند. نزدیک‌ترین خشکی به این جزیره جزیره هرالد است که در ۶۰ کیلومتر (۳۷ مایل) خاور آن واقع است.
این جزیره و جزیره هرالد به عنوان مناطق حفاظت‌شده روسیه، زیر حمایت هستند. جزیره ورانگل حدود ۱۲۵ کیلومتر (۷۸ مایل) عرض و ۷٬۶۰۰ کیلومتر مربع (۲٬۹۰۰ مایل مربع) مساحت دارد.